# Bannique

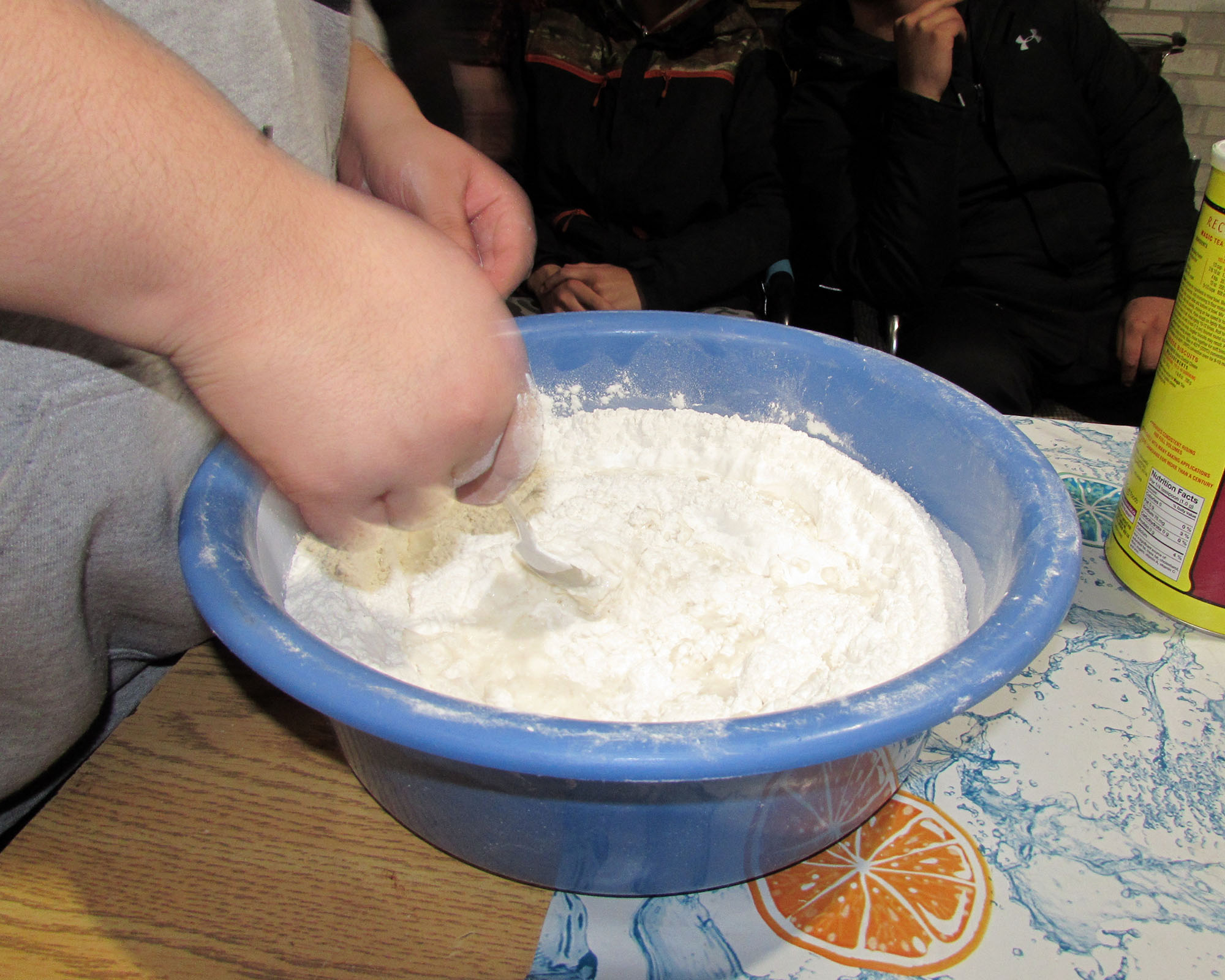
Préparation de la bannique atikamekw.

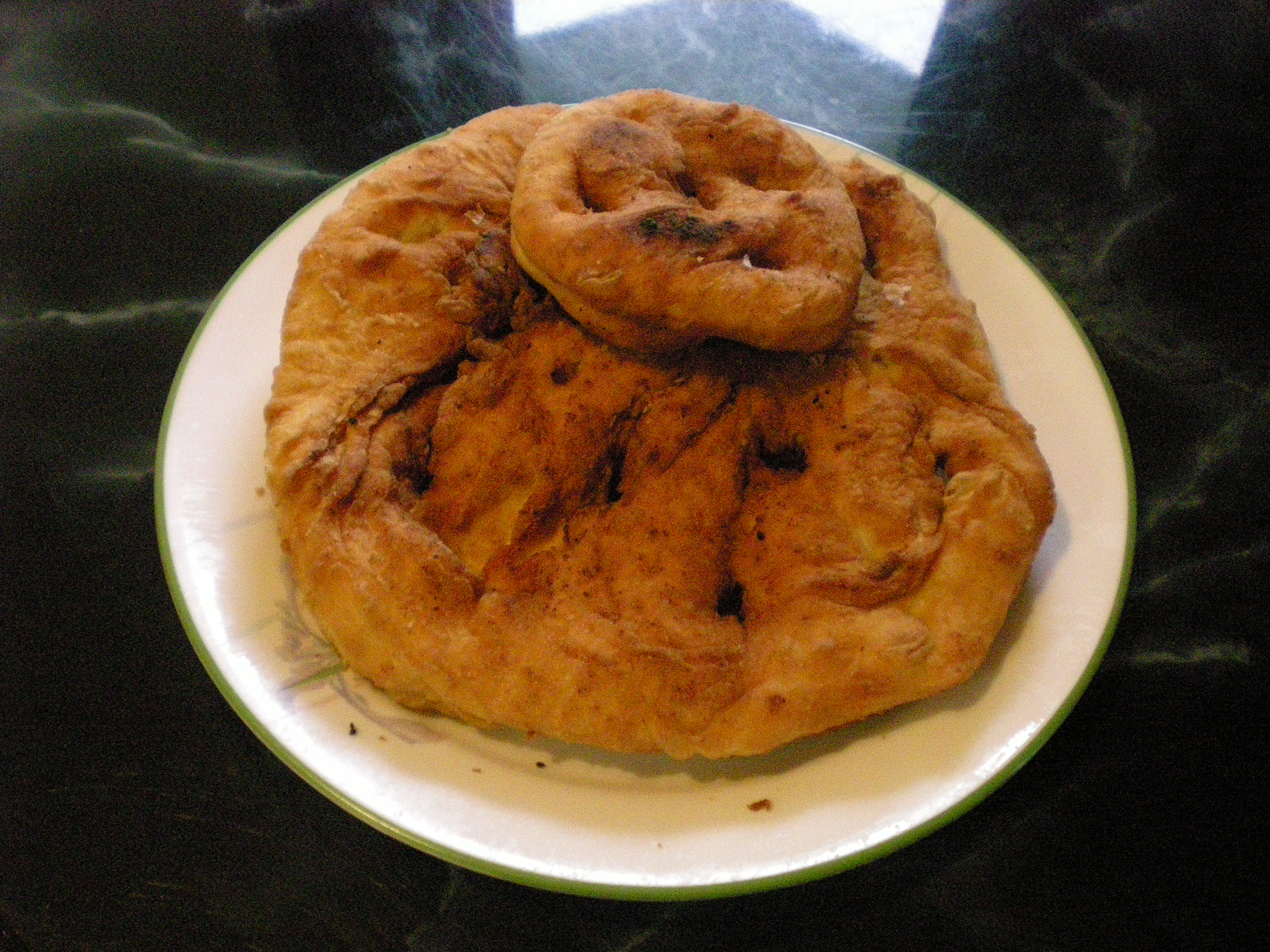
Bannique inuite.

La bannique est une sorte de pain plat, fait avec de la farine sans levain, du saindoux, du sel et de l'eau. C'est une recette originaire d'Amérique du Nord, plus précisément des Autochtones d'Amérique,. Dans différentes versions, elle peut être composée de  bulbes de Camassia quamash et de maïs. La bannique, en langue atikamekw, est appelée pakwecikan, qui se traduit par « prendre ses mains » symbolisant le fait d'en prendre un morceau[pas clair]. Les Innus du Québec-Labrador la connaissent également Ce plat est la base de l'alimentation des premiers colons européens de l'Amérique du Nord.

## Angleterre, Écosse et Irlande
Le mot « bannique » dérive de l'écossais bannock, lui-même dérivé, selon l'Oxford English Dictionary, du mot latin panicium, ou panis (« pain »). Historiquement, le terme est utilisé d'abord en Irlande, en Écosse et dans le nord de l'Angleterre.
Robert Burns parle de la bannique dans son œuvre Epistle to James Tennant of Glenconner.

## Amérique du Nord
Élaboré avec de la farine de maïs, des racines, de la sève et des agents levants, un « pain des voyageurs » trouve d'abord sa place dans l'alimentation autochtone d'Amérique du Nord. Des bulbes de Camassia quamash (jacinthe des Indiens), travaillés et réduits en farine, font partie de sa composition et en seraient à l'origine. Selon Nancy Turner, « les peuples indigènes avaient leur propre recette avec une plante sauvage nommée camas dont le bulbe était cuit longuement, puis aplati et haché, afin de constituer des gâteaux et des pains semblables à notre moderne bannique, ».
La farine utilisée peut être aussi, selon les régions, d'orge commune, d'orge d'hiver (escourgeon), d'avoine.
Les Autochtones d'Amérique du Nord ont des mots propres à leurs langues pour nommer celui-ci, comme muqpauraq en inuvialuktun. Les Micmacs l'appelle 'luskinikn', les Ojibwés 'ba`wezhiganag'.
Ce pain des voyageurs se rencontre chez les Inuits, les Autochtones d'Alaska, les Premières Nations, les Métis, et les Autochtones des États-Unis. Il est connu comme « pain banique » ou « banique » au Québec et a sa place aux meilleures tables.
Des versions modernes proposent des pains baniques au miel de forêt, avec des baies, etc.

### Enjeux
La bannique est l'aliment le plus répandu chez les Autochtones canadiens. Elle est présente en région Arctique et subarctique, dans les Plaines, et dans les aires culturelles du Pacifique (côte Ouest du Canada et des Ètats-Unis). 
Les recettes modernes de la bannique ont été tributaires des rations que le gouvernement distribuait dans les réserves à la fin du XIXe siècle, quand l'accès à la nourriture autochtone (en) était restreinte à cause de l'arrivée des colons. Ces rations comprenaient les aliments de base du régime des Canadiens d'origine européenne à cette époque : farine (de blé, d'orge, etc.), sucre, lard, beurre ; tous hautement caloriques et à faible teneur en éléments nutritifs ; denrées alimentaires stables produites en grandes quantités et transportées sur de longues distances (avec les conservateurs et les additifs alimentaires et le sel). 
Ces nouveaux ingrédients ont aidé les peuples indigènes à dépasser la perte de leur accès à la nourriture autochtone, et ils sont, de nos jours, vus par quelques-uns comme partie intégrante de l'identité indigène, et même comme « nourriture  de l'âme indienne ». Tandis que d'autres les considèrent comme une imposture, une réminiscence de l'impact négatif du colonialisme.

## Autres
La bannique est présente dans les films Powwow Highway et Phoenix Arizona.
La bannique est aussi évoquée dans le livre Les Étoiles s'éteignent à l'aube de Richard Wagamese (Éditions Zoé avril 2016  (ISBN 978-2889273300)
La bannique figure dans les recettes utilisables par le joueur dans le jeu vidéo The Long Dark.